# La Boîte à Géo

La Boîte à Géo est une histoire en bande dessinée de Carl Barks. Elle met en scène Donald Duck, ses neveux Riri, Fifi et Loulou et l'inventeur Géo Trouvetou. Elle se déroule à Donaldville et dans un bois alentour. Il s'agit de la deuxième apparition de Géo après  Gontran a de la chance (WDC 140).
La Boîte à Géo est le dernier titre utilisé en français pour cette histoire (Picsou Magazine no 405, octobre 2005) et le plus proche du titre original, The Think Box Bollix.

## Synopsis
Riri, Fifi et Loulou accompagnent l'inventeur Géo Trouvetou pour essayer des boîtes pensantes qui donnent la faculté de penser aux animaux. Pour se moquer de Géo et éviter que ses neveux ne se ridiculisent en étant ses apprentis, Donald se déguise en loup pour faire croire que les boîtes fonctionnent.

## Fiche technique
- Histoire noWDC 141.
- Éditeur : .
- Titre de la première publication : The Think Box Bollix (en anglais).
- Titre en français : Si les bêtes parlaient (Belgique, 1953), Géo fait des siennes (France, 1958), puis La Boîte à Géo en 2005.
- 10 planches.
- Auteur et dessinateur : Carl Barks.
- Première publication aux États-Unis: 'Walt Disney's Comics no 141, juin 1952.
- Première publication en français : Mickey Magazine no 123, Belgique, 1953.

## Cette histoire dans l'œuvre de Carl Barks
La Boîte à Géo est la deuxième histoire où apparaît Géo Trouvetou après Gontran a de la chance dans le numéro précédent de Walt Disney's Comics and Stories. Ses inventions sont déjà géniales (quatre pétards pour faire avancer un véhicule), mais imparfaites (oubli des freins) ou dont les conséquences n'ont pas été assez réfléchies (que ferait un loup qui pense ?).
Cette histoire illustre l'évolution des trois neveux de Donald, Riri, Fifi et Loulou. Ici, c'est Donald qui cherche à faire un mauvais coup alors que ses neveux se passionnent pour les inventions de Géo et la nature. D'ailleurs, les Castors Juniors ont été inventés par Barks l'année précédente.

## Reprises par Don Rosa
Don Rosa représente la boîte pensante en cours de fabrication dans la Première Invention de Géo Trouvetou, où elle contribue à l'invention de Filament.
Elle est évoquée dans Si Donald n'existait pas ?. Dans cette uchronie, Donald n'existant pas et n'ayant pas élevé ses neveux, Géo teste seul en forêt son invention et finit par perdre sa faculté de penser, et n'est alors plus l'inventeur qu'a connu Donald.